# Rolf Huber

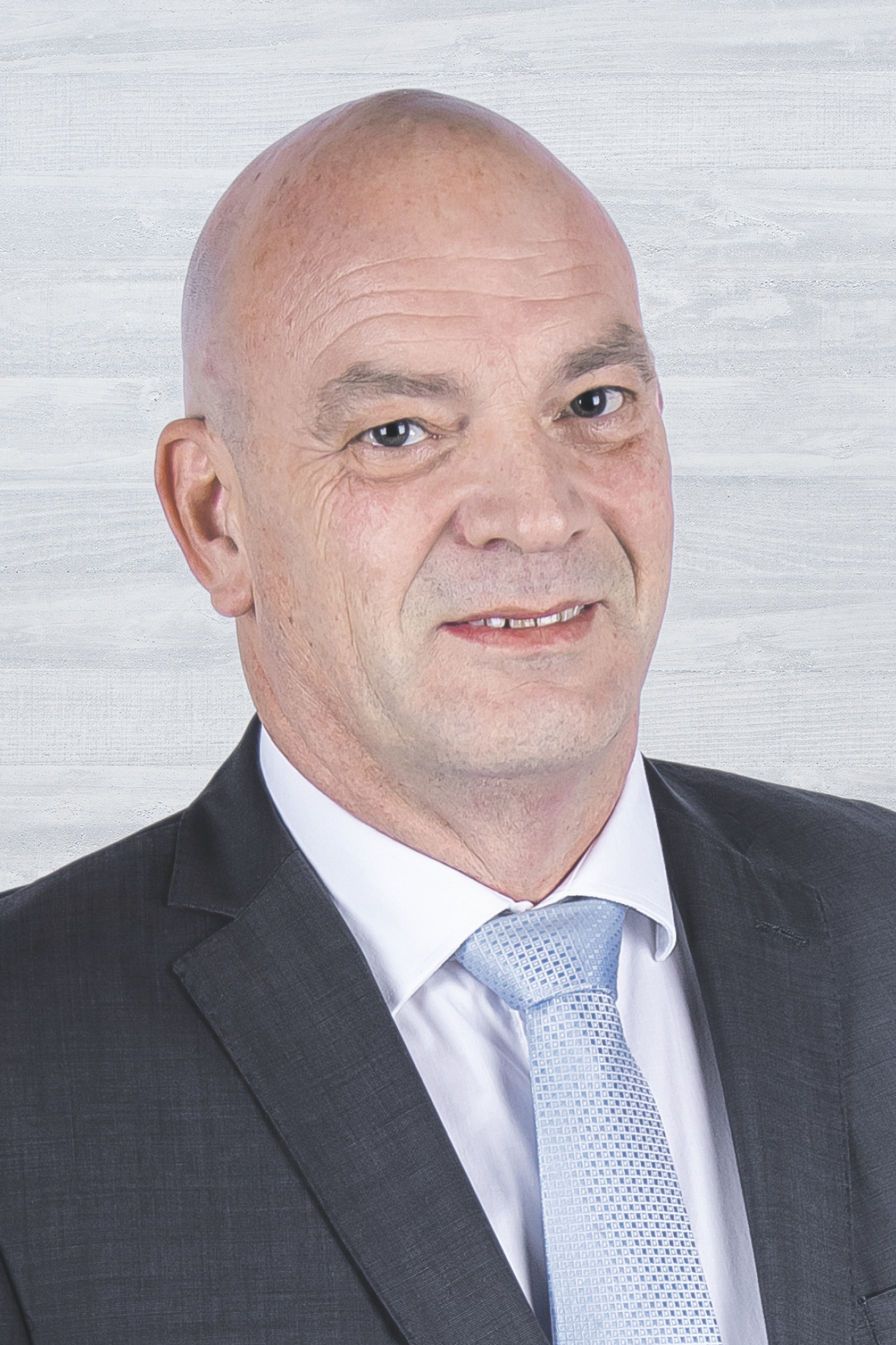
Rolf Huber (2019)

Rolf Huber (* 22. August 1967; heimatberechtigt in Berg SG) ist ein Schweizer Politiker (FDP). Er ist seit 2011 Gemeindepräsident von Oberriet und vertritt seit 2015 den Wahlkreis Rheintal im Kantonsrat des Kantons St. Gallen.

## Leben
Rolf Huber absolvierte von 1983 bis 1986 eine Verwaltungslehre bei der politischen Gemeinde Oberriet. Nach der Lehre arbeitete er in Oberriet weiter auf dem Betreibungs-, Zivilstands- und Grundbuchamt. Er erwarb den Fähigkeitsausweis zum Grundbuchverwalter und schloss im 1998 die Höhere Fachausbildung für Betreibungsbeamte und Stadtammänner des Kantons Zürichs ab.
Von 1989 bis 1992 war er als Grundbuchverwalter, Zivilstandsbeamter und Betreibungsbeamter für die Gemeinde Eichberg tätig. Er wechselte per 1. Dezember 1992 auf die Gemeinde Nesslau im Toggenburg, wo er als Gemeinderatsschreiber mit Nebenaufgaben wirkte.

## Politik
Von 2002 bis 2004 war er Gemeindepräsident von Nesslau. Nach erfolgreicher Fusion mit der Gemeinde Krummenau stand er den neuen Gemeinde Nesslau-Krummenau von 2005 bis 2010 vor.
Dabei beschäftigte er sich hauptsächlich mit Wirtschafts-, Verkehrs-, Landwirtschafts-, Wald-, Natur-, Umwelt- und Energiepolitik sowie Raumplanung.

## Privates
Huber ist seit 2003 Vorstandsmitglied der Schweizerischen Vereinigung für Verbesserungen in der Berglandwirtschaft, seit 2012 amtet er als Präsident. Er ist seit 2012 Waldrat der Waldregion 2 Werdenberg-Rheintal, welcher er seit 2017 als Präsident vorsteht. Seit 2018 ist er Verwaltungsrat der Coop Patenschaft für Berggebiete und seit 2019 Vizepräsident des Vereins ÖkoPool St. Gallen.